# Quicentro Sur
Das QuicentroSur ist das zurzeit größte Einkaufszentrum in Ecuador.
Das im August 2010 eröffnete Haus liegt direkt am Busbahnhof Estación Morán Valverde im Stadtteil Chillogallo in der Hauptstadt Quito. Der Baubeginn war 2008 auf einem 10 Hektar großen Gelände der ehemaligen Coca-Cola-Fabrik in Ecuador. 
Auf einer überbauten Fläche von rund 165.000 m² mit zwei Etagen befinden sich 350 Einzelhandelsgeschäfte, eine Kunsteislaufbahn, Veranstaltungscenter, Sportanlagen, mehrere Kinos der Supercines-Kette, Bankfilialen, Apotheken und Restaurants sowie ein Parkhaus (Tiefgarage zwei Etagen) mit 3.000 Stellplätzen. Betreiber ist DK Management Services. Mehr als 5,5 Millionen Menschen besuchen im Monat das Zentrum.